# Divagatiën over zeker soort van Liberalismus
Divagatiën over zeker soort van Liberalismus is een studie van Multatuli voor het tijdschrift Nederland, 1870. De studie is niet voltooid en werd later opgenomen in de bundel Verspreide stukken. Divageren betekent uitweiden over een onderwerp.